# Фрегаты типа «Азопардо»
Фрегаты типа «Азопардо» — тип фрегатов, состоявших на вооружении военно-морских сил Аргентины в конце 1950-х—начале 1970-х годов. Разработаны на основе корветов типа «Муратюр». Всего было построено 2 корабля для ВМС Аргентины.

## История строительства и службы
В 20-х годах XX века Аргентина нацелилась на возвращение военно-морского превосходства в регионе. Линкоры «Ривадавия» и «Морено» были направлены на модернизацию в США в 1924 и 1926 годах соответственно, а в 1926 была принята очередная программа строительства флота. За границей строились крейсера, эсминцы, подводные лодки и другие корабли. В Аргентине строились корветы, тральщики и прочие мелкие корабли. В 1940-м, на верфи AFNE в Энсенаде, были заложены корпуса четырёх минных заградителей. В ходе постройки проект был переработан в сторону усиления противолодочного вооружения за счёт отказа от минного. Так появились на свет корветы типа «Муратюр».
С началом Второй мировой войны поставки сырья в Аргентину сократились и постройка третьего и четвёртого кораблей серии была приостановлена. После войны «Азопардо» и «Пьедра Буэна» были достроены как противолодочные фрегаты. Ввод в строй двух, относительно новых фрегатов позволил вывести в резерв корабли американской постройки — «Эркулес», «Эроина», «Саранди» и «Сантисима Тринидад».
Списаны в 1970-х годах.

## Список фрегатов типа
| Номер вымпела | Название         | Верфь-строитель | Дата закладки | Дата спуска на воду | Дата вступления в состав флота | Дата вывода из состава флота/гибели |
| ------------- | ---------------- | --------------- | ------------- | ------------------- | ------------------------------ | ----------------------------------- |
| P-35          | ARA Azopardo     | AFNE, Энсенада  | 1940-е        | 11 декабря 1953     | январь 1955                    | 1973                                |
| P-36          | ARA Piedra Buena | AFNE, Энсенада  | 1940-е        | 17 декабря 1954     | 16 декабря 1958                | 1973                                |